# Transformación diádica

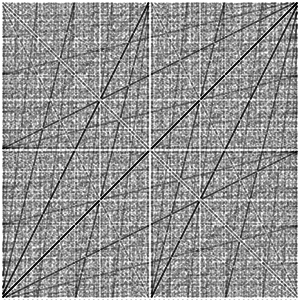
xy se traza cuando x = x_{0} ∈ [0, 1] es un número racional e y = x_{n} para todo n

Una transformación diádica (también conocida como aplicación diádica, aplicación bit a bit, aplicación 2x mod 1, aplicación de Bernoulli, aplicación duplicadora o aplicación en diente de sierra) es un tipo de correspondencia recurrente tal que
{\displaystyle d:[0,1)\to [0,1)^{\infty }}
{\displaystyle x\mapsto (x_{0},x_{1},x_{2},\ldots )}
producida por la regla:
{\displaystyle x_{0}=x}
{\displaystyle \forall n\geq 0,x_{n+1}=(2x_{n}){\bmod {1}}}.
De manera equivalente, la transformación diádica también se puede definir como una función lineal por partes iterativa
{\displaystyle f(x)={\begin{cases}2x&0\leq x<0.5\\2x-1&0.5\leq x<1.\end{cases}}}
El nombre de aplicación de desplazamiento de bits surge porque, si el valor de una iteración se escribe en notación binaria, la siguiente iteración se obtiene desplazando el punto binario un bit a la derecha, y si el bit a la izquierda del nuevo punto binario es un "uno", se reemplaza con un cero.
La transformación diádica proporciona un ejemplo de cómo un simple mapa unidimensional puede dar lugar a una forma caótica.

## Relación con elmapa de la tienday con el mapa logístico
La transformación diádica es un elemento semiconjugado topológicamente para:
- El caso caótico {\displaystyle r=4} de la aplicación logística.

Cuando {\displaystyle r=4}, el caso dcorrespondiente del mapa logístico es {\displaystyle z_{n+1}=4z_{n}(1-z_{n})}; esto está relacionado con un operador a nivel de bits sobre la variable {\displaystyle x} por
{\displaystyle z_{n}=\sin ^{2}(2\pi x_{n})}.
Se da una correspondencia de semiconjugación entre la transformación diádica (aquí denominada mapa de duplicación de ángulos) y el polinomio cuadrático. Aquí, la aplicación duplica los ángulos medidos en vueltas. También existe una semi-conjugación topológica entre el mapa diádico y la unidad de altura del mapa de la tienda.

## Periodicidad y no periodicidad
Debido a la naturaleza simple de la dinámica cuando las iteraciones se ven en notación binaria, es fácil categorizar la dinámica según la condición inicial:
- Si la condición inicial es irracional (como lo son casi todos los puntos en el intervalo unidad), entonces la dinámica no es periódica. Esto se deriva directamente de la definición de un número irracional de poseer una expansión binaria no repetitiva. Este es el caso caótico.

- Si {\displaystyle x_{0}} es racional, la imagen de {\displaystyle x_{0}} contiene un número finito de valores distintos dentro de {\displaystyle [0,1)} y la órbita adelante de x0 es finalmente periódico, con un período igual al período de la expansión binaria de {\displaystyle x_{0}}. Específicamente, si la condición inicial es un número racional con una expansión binaria finita de {\displaystyle k} bits, después de las k iteraciones, las iteraciones alcanzan el punto fijo {\displaystyle 0}; si la condición inicial es un número racional con un transitorio de bit {\displaystyle k,\,k\geq 0} seguido de una secuencia de {\displaystyle q} bits {\displaystyle q>1} que se repite infinitamente, tras las {\displaystyle k} iteraciones se alcanza un ciclo de longitud {\displaystyle q}. Así, son posibles ciclos de cualquier longitud.

Por ejemplo, la órbita de avance de {\displaystyle \textstyle {\frac {11}{24}}} es:
{\displaystyle {\frac {11}{24}}\mapsto {\frac {11}{12}}\mapsto {\frac {5}{6}}\mapsto {\frac {2}{3}}\mapsto {\frac {1}{3}}\mapsto {\frac {2}{3}}\mapsto {\frac {1}{3}}\mapsto \cdots },
que ha alcanzado un ciclo del período {\displaystyle 2}. Dentro de cualquier subintervalo de {\displaystyle [0,1)}, no importa cuán pequeño sea, hay un número infinito de puntos cuyas órbitas son eventualmente periódicas, y un número infinito de puntos cuyas órbitas nunca son periódicas. Esta dependencia sensible de las condiciones iniciales es una característica de las funciones caóticas.

## Resolubilidad
La transformación diádica es un modelo de sistema hamiltoniano integrable que forma parte de la teoría del caos. Las autofunciones de cuadrado integrable del operador de transferencia asociado al mapa de Bernoulli son los polinomios de Bernoulli. Estas funciones propias forman un espectro discreto con valores propios {\displaystyle 2^{-n}} para enteros no negativos {\displaystyle n\in \mathbb {Z} }. Hay vectores propios más generales, que no poseen cuadrados integrables, asociados con un espectro continuo, dados por la función zeta de Hurwitz; de manera equivalente, las combinaciones lineales de la zeta de Hurwitz proporcionan funciones propias, fractales y diferenciables, incluyendo la función de Takagi. Las funciones propias del fractal muestran una simetría bajo el grupoide fractal del grupo modular.

## Tasa de pérdida de información y dependencia sensible de las condiciones iniciales
Una característica de la dinámica caótica es la pérdida de información a medida que se produce la simulación. Si se comienza con la información de los primeros bits de la iteración inicial, tras una serie de {\displaystyle m} iteraciones simuladas {\displaystyle (m\,y<s)} solo quedan {\displaystyle (s-m)} bits de información. Por lo tanto, se pierde información a la velocidad exponencial de un bit por iteración. Después de las s iteraciones, la simulación ha alcanzado el punto fijo cero, independientemente de los verdaderos valores de la iteración; por eso se ha experimentado una completa pérdida de información. Esto ilustra la dependencia sensible de las condiciones iniciales: la asignación de la condición inicial truncada se ha desviado exponencialmente de la asignación de la condición inicial verdadera. Y dado que la simulación ha alcanzado un punto fijo, para casi todas las condiciones iniciales, no describirá la dinámica de manera cualitativamente correcta como caótica.
Equivalente al concepto de pérdida de información es el concepto de ganancia de información. En la práctica, algún proceso del mundo real puede generar una secuencia de valores {\displaystyle x_{n}} tras un cierto tiempo, y es posible que solo se pueda observar los valores en su forma truncada. Supóngase, por ejemplo, que {\displaystyle x_{0}=0,1001101}, pero solo se observa el valor truncado {\displaystyle 0,1001}. La predicción para {\displaystyle x_{1}} es {\displaystyle 0,001}. Si se espera hasta que el proceso del mundo real tenga generado el verdadero valor de {\displaystyle x_{1}} igual a {\displaystyle 0,001101}, se podrá observar el valor truncado {\displaystyle 0,0011}, que es más preciso que el valor predicho {\displaystyle 0,001}. Por lo tanto, se ha recibido una ganancia de información de un bit.